# Asthenia columbiana
Asthenia columbiana är en fjärilsart som beskrevs av Jordan 1924. Asthenia columbiana ingår i släktet Asthenia och familjen påfågelsspinnare. Inga underarter finns listade i Catalogue of Life.